# Villaumbrales
Villaumbrales es un municipio y localidad española de la comarca de Tierra de Campos de la provincia de Palencia, comunidad autónoma de Castilla y León. Su término municipal tiene una extensión de 42 km² e incluye la pedanía de Cascón de la Nava. Hasta el siglo pasado, Villaumbrales perteneció a las Cinco Villas que estuvieron bañadas por la Laguna de la Nava de Fuentes, más conocida como Mar de Campos. Cuenta con una población de 623 habitantes (INE 2024).

## Geografía
- Se encuentra a 10 km de Palencia por la carretera CL-613 (Palencia-Sahagún, salida en el km 7)
- Además cuenta con accesos desde la P-9535 hacia la CL-615 (Palencia-Guardo/Riaño), la N-610 Palencia-León/Benavente y la CL-612 (Palencia-Zamora) desde la salida de Villamartín de Campos.
- Su término municipal tiene una extensión de 42 km² e incluye la pedanía de Cascón de la Nava.
- Limita con los municipios de Becerril de Campos por el norte, Husillos por el este y con Grijota y Villamartín de Campos por el sur.
- Se encuentra en área ZEPA de La Nava- Campos.
- El Ramal de Campos del Canal de Castilla atraviesa la localidad.

## Historia
El topónimo de Villaumbrales parece provenir de la aglutinación del sustantivo latino de “villa” con significado de granja, hacienda campestre etc. más el antropónimo luminales y no de villa de almas como se ha dicho. El de Cascón le viene dado en recuerdo del ingeniero agrícola José Cascón, investigador en el desarrollo agrario de la Tierra de Campos; es un pueblo nuevo de colonización al expropiarse las tierras que poseían en término del actual pantano de Riaño tras múltiples conflictos. En el término “La Cruz” de Villaumbrales se encontraban restos de la época del hierro y restos romanos también en el pago de “Los Cenizales”.
En 1210 Alfonso VIII donaría esta villa a su repostero Fernando Sánchez para cederla este a la iglesia de Toledo en 1215, confirmando la donación en 1218 Fernando III al obispo de Toledo Don Rodrigo.
Ya en 1335 el arzobispo de Toledo donaría el señorío de Villaumbrales a Doña Leonor de Guzmán favorita de Alfonso XI, pasando poco después de nuevo al arzobispo, no fue hasta el siglo XVI con Felipe II cuando pasaría a ser villa realenga y comprarse luego esta su señorío.
En el año 1520, este junto a los pueblos de Grijota, Villamartín de Campos y Mazariegos se unieron para luchar en la Guerra de las Comunidades de Castilla. En el siglo XVI Villaumbrales contaba con más de 950 habitantes pues poseía 188 vecinos pedreros que pagaban impuestos y 10 clérigos.
A mediados siglo XVIII era de realengo, tenía 190 vecinos, poseía casa hospital, 130 jornaleros, 20 pobres de solemnidad y 8 clérigos.
Este pequeño pueblo fue el elegido para albergar el principal astillero para la reparación y construcción de barcas y chalanas del canal de Castilla, lo que supuso que el pueblo tomaría beneficio económico del trabajo en este además de su actividad agrícola y ganadera.
A mediados del siglo XIX con 6454, en 1900 con 922, en 1930 con 713, en 1960 con 817 y en 2005 con 791.
La Laguna de la Nava de Fuentes contaba con terrenos que pertenecían a las cinco villas terracampinas: Grijota, Villaumbrales, Becerril de Campos, Villamartín de Campos y Mazariegos, con otra zona situada al noroeste de este cuerpo lagunar conocida como Cabritones y perteneciente a Fuentes de Nava, y tras el plan de colonización llevado a cabo en el pasado siglo XX, se desecó gran parte de esta para ampliar las tierras de cultivo en la zona y para construir el pueblo nuevo de Cascón de la Nava.

## Demografía
Cuenta con una población de 623 habitantes (INE 2024).
| Gráfica de evolución demográfica de Villaumbrales entre 1842 y 2021                                                   |
| |
| Población de derecho según los censos de población del INE. Población de hecho según los censos de población del INE. |

## Cultura

### Patrimonio

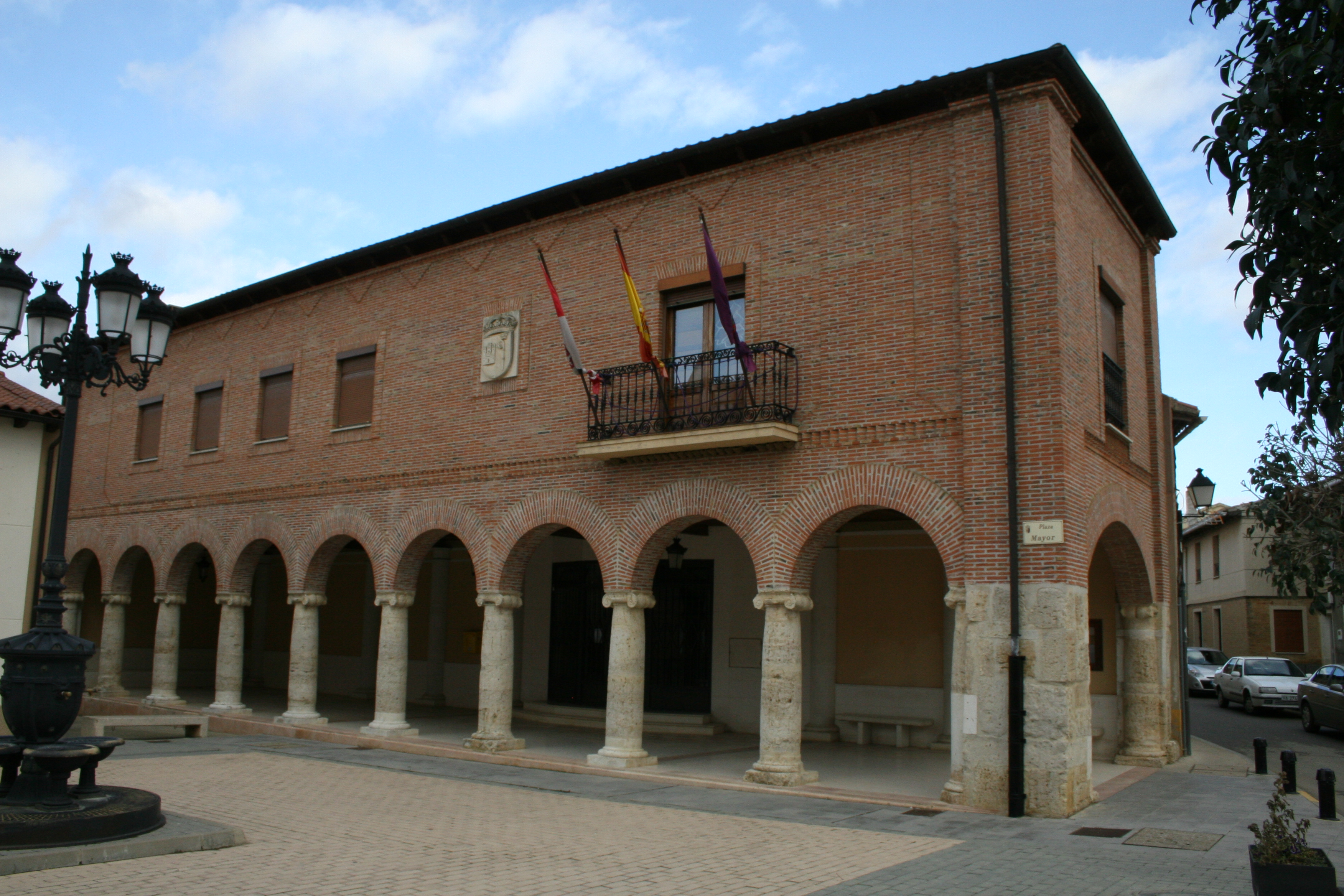
Casa consistorial

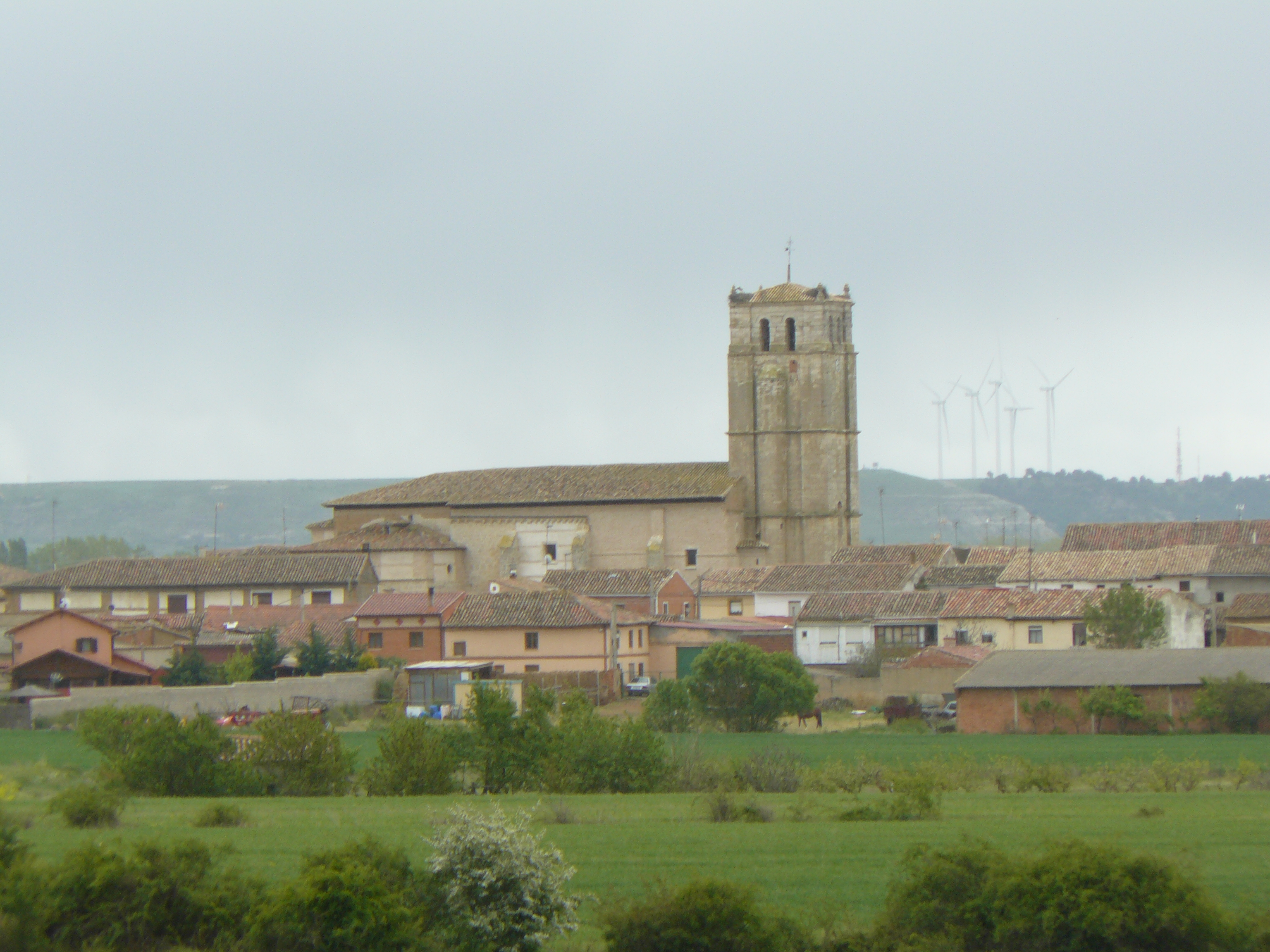
Iglesia de San Juan

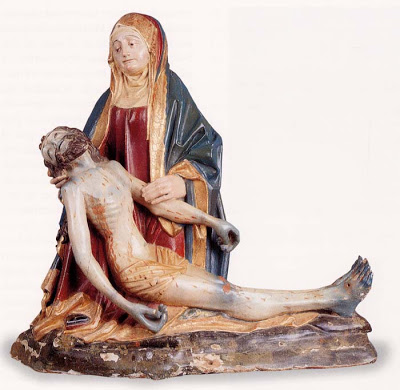
Escultura de Alejo de Vahía

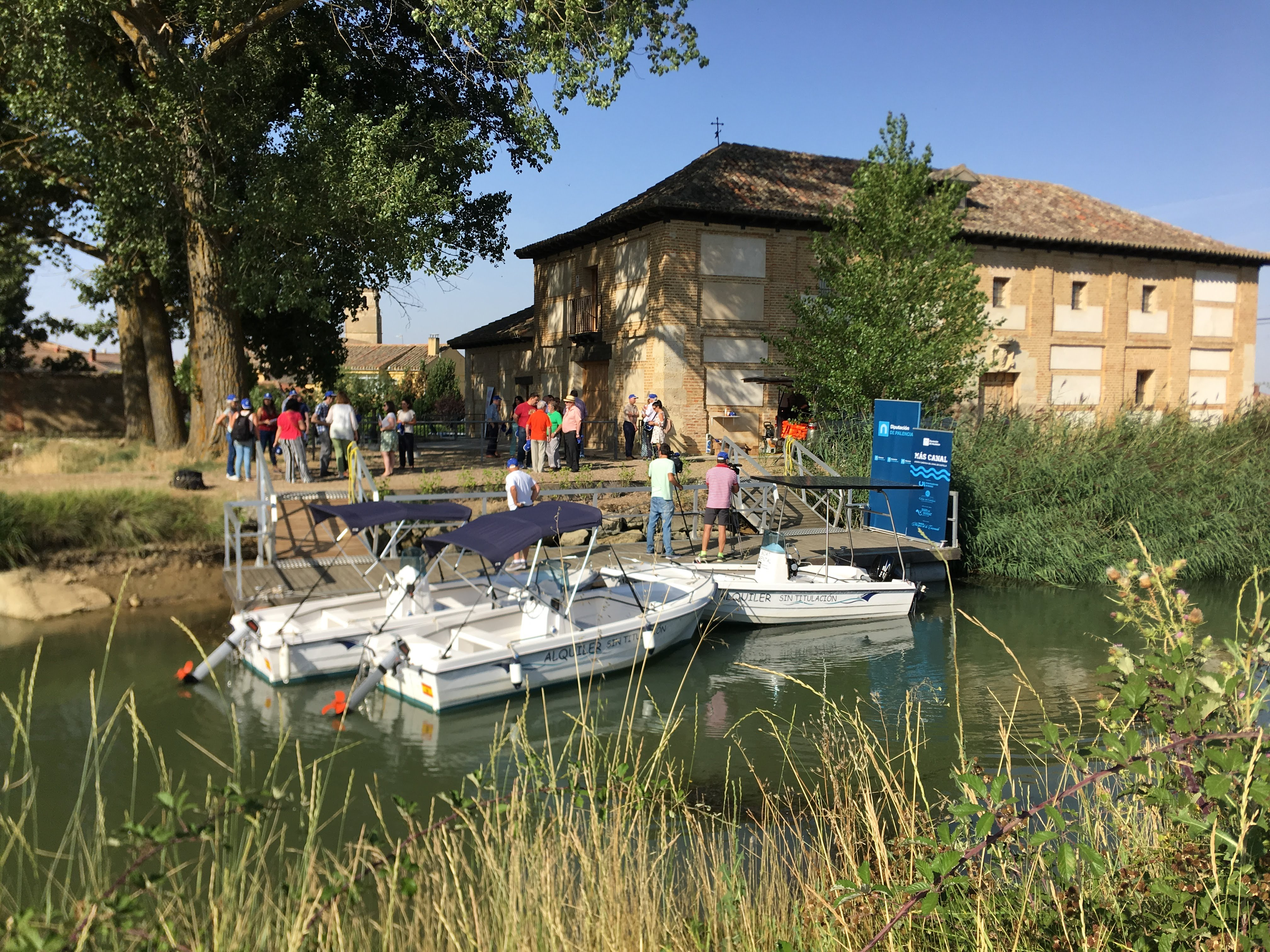
Barcas turísticas canal de Castilla

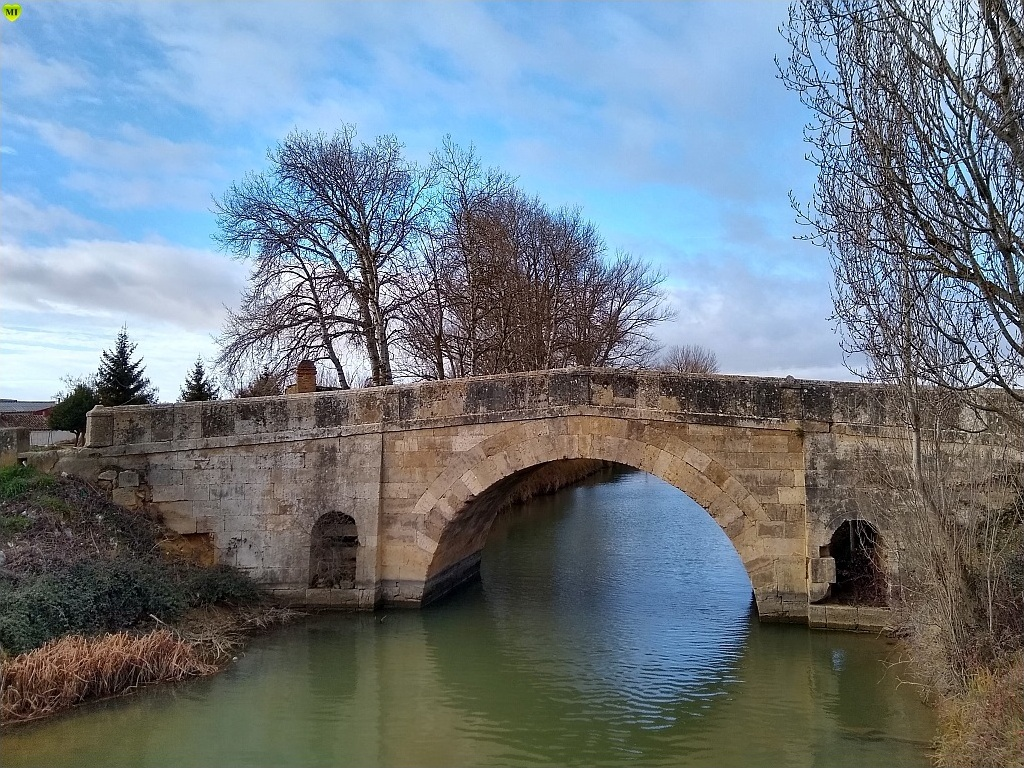
Puente sobre el Canal de Castilla

Pese a ser un pueblo de pequeñas dimensiones, Villaumbrales cuenta con varias viviendas de arquitectura de ladrillo rojo, adobe y paredes de cal típicamente castellanas.
- Plaza Mayor: Es una plaza porticada de ladrillo rojo en la que se levanta el ayuntamiento de la villa restaurado según su construcción y elementos arquitectónicos originales del siglo XVII.

- La Iglesia de San Juan: Su construcción data del siglo XIII, con arcos góticos y un artesonado mudéjar del siglo XIV. Este templo perteneció a la mitra de Toledo, y en su muro sur se puede apreciar una pintura mural funeraria de estilo gótica dentro de los arcosolios. El retablo mayor es de estilo barroco y fue construido en el año 1700 por Lucas Ortiz de Boar, momento en el que se reforma dicho templo, y en este retablo se aprecian las esculturas realizadas por Tomas de Sierra. En su interior podemos admirar una imagen de La Piedad de Alejo de Vahía y una tabla con pintura al óleo restos de un sagrario del siglo XVI representando a Cristo Resucitado. La torre se levanta a los pies del templo y data del siglo XVII. En la parte del coro, elevado sobre una estructura de madera, se conserva un órgano castellano realizado por José Otorel en 1843. Debido a la importancia histórica y artística de este templo, en 1995 se catalogó como Monumento Bien de Interés Cultural.

- Museo del Canal de Castilla y Embarcaciones de Recreo + Canal: Desde 2007, Villaumbrales cuenta con el museo más importante de la obra hidráulica del canal de Castilla, y desde 2018 cuenta con otro reclamo turístico, las embarcaciones de Recreo + Canal. El museo está instalado en la conocida como Casa del Rey por una visita del Rey Fernando VI en las obras de construcción, es un noble edificio de sillería, madera y ladrillo de finales del siglo XVIII, antiguo astillero donde se construían y botaban las barcazas que navegaban por el canal, además en su interior se muestra la obra de ingeniería a través de documentos, mapas, maquetas y recursos audiovisuales. Cuenta con un embarcadero en el que se pueden tomar las Embarcaciones de recreo operadas por la Diputación de Palencia, para realizar un agradable paseo entre esta villa y Becerril de Campos para descubrir la importancia del canal y de los municipios que se dejan ver en este agradable paseo, además de que puede ser el propio visitante el que maneje estas embarcaciones sin necesidad de titulación.

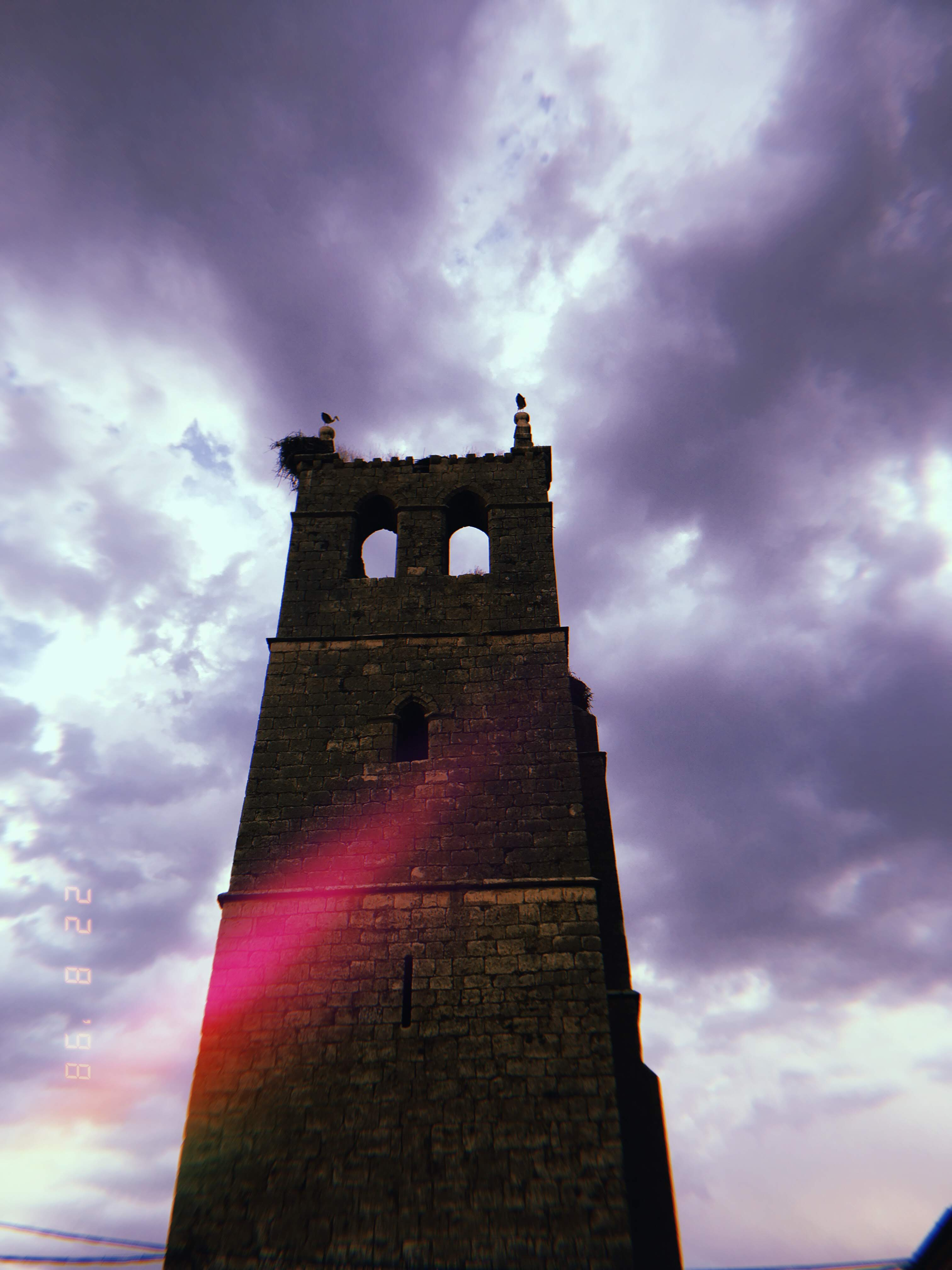
Torre de la antigua iglesia de San Pelayo

- Torre de San Pelayo: Es una torre en estado de ruina de la antigua iglesia de San Juan bautista. Este templo fue vendida a mediados del siglo XX y también tras la caída de su techumbre, a la archidiócesis de Madrid por un total de 20.000 pesetas. De todo lo que se vendió cabe destacar el retablo mayor que se encuentra en la Iglesia de Santa Teresa y Santa Isabel del castizo barrio madrileño de Chamberí.

- Ermita de San Gregorio: Es el pequeño templo consagrado al patrón del pueblo cuya efeméride se celebra el día 9 de mayo. Está situada a escasos dos kilómetros del pueblo , en dirección Monzón de Campos por la carretera de la venta de Valdemudo, obra del siglo XVIII cuenta con una pequeña nave y dos capillas menores en su interior.

### Fiestas
Celebra sus fiestas el 9 de mayo en honor a San Gregorio Ostiense.
Tienen especial importancia las romerías a San Isidro, San Antonio y especial devoción a la Virgen del Carmen, esta última fiesta durante el fin de semana más cercano al 16 de Julio los jóvenes del pueblo celebran las llamadas Fiestas del Verano.

### Gastronomía
Villaumbrales cuenta con una variedad de productos artesanos de gran calidad destacando el pan, en concreto de su afamada Fabiola, y de los dulces y pastas que elaboran en la panadería del pueblo junto a los exquisitos quesos.
Se pueden nombrar varios platos relacionados con la Tradicional matanza del cerdo como La Chanfaina o el cocido de arvejos. Relacionados con la abundancia de canales y arroyos también es un plato indispensable en nuestra mesa los Cangrejos con tomate. También en la pedanía de Cascón de la Nava se elaboran mieles extraordinarias y se mantiene la industria de la cría de la vaca para la producción de Leche que Villaumbrales hace años perdió.